# Internationales Priesterseminar St. Petrus
Das Internationale Priesterseminar St. Petrus in Wigratzbad ist ein überdiözesanes Priesterseminar, in das katholische Männer von einem Diözesanbischof oder Ordensoberen entsandt werden, um für das Priestertum ausgebildet zu werden. Der überwiegende Teil der Seminaristen sind Mitglieder der Priesterbruderschaft St. Petrus, die auch die Trägerschaft des Priesterseminars innehat.
1988 wurde das Priesterseminar errichtet. Die Gründer waren vordem Mitglieder der Priesterbruderschaft St. Pius X., die die in jenem Jahre erfolgten umstrittenen Bischofsweihen durch Erzbischof Marcel Lefebvre nicht mittragen wollten. Im Herbst 2000 erfolgte die Einweihung des neu erbauten Seminargebäudes durch Kardinal Dario Castrillon Hoyos. Von 2010 bis 2011 wurde das Seminar um einen Anbau erweitert. Träger der Einrichtung ist die Priesterbruderschaft St. Petrus als altrituelle Gemeinschaft. Diese unterstand bis 2019 der Päpstlichen Kommission Ecclesia Dei, danach der IV. Sektion der Glaubenskongregation und seit 2021 dem Dikasterium für die Institute geweihten Lebens und für die Gesellschaften apostolischen Lebens. Die Ausbildung der Seminaristen folgt den Vorgaben der vatikanischen Bildungskongregation. Sie dauert vom Eintritt bis zur Priesterweihe sieben Jahre und untergliedert sich in ein Spiritualitätsjahr, zwei Jahre Philosophie, drei Jahre Theologie und ein Diakonatsjahr.
Unter den Bischöfen, die für das Priesterseminar St. Petrus seit 1988 Weihen spendeten, sind Kardinal Edouard Gagnon, Kardinal Alfons Maria Stickler, Kardinal Augustinus Mayer, Max Ziegelbauer, Kurt Krenn, Kardinal Hans Hermann Groër, Bernard Jacqueline, Klaus Küng, Wolfgang Haas, André-Joseph Léonard, Athanasius Schneider, Guido Pozzo, Kardinal Walter Brandmüller, Kardinal Jean-Pierre Ricard, Kardinal Franc Rodé, Vitus Huonder, Kardinal Antonio Cañizares Llovera, Thomas Gullickson, Kardinal Raymond Leo Burke und Fernando Areas Rifan. 2022 spendete mit Bertram Meier erstmals seit der Liturgiereform ein amtierender deutscher Diözesanbischof Weihen nach dem Pontificale Romanum in der bis 1970 gültigen Form der Editio typica emendata von Papst Johannes XXIII. von 1961/62.
Mit der Weihnachts-CD Sancta Nox lagen die Seminaristen mit ihrem gregorianischen Choralgesang 2021 zwei Wochen lang auf Platz 1 der US-amerikanischen Klassik-Charts.

## Bekannte Dozenten
- Engelbert Recktenwald FSSP
- Martin Ramm FSSP
- Walter Hoeres
- Joseph Schumacher
- Hans Alois Schieser
- Rafael Hüntelmann